# El diputado
El diputado és una pel·lícula dramàtica espanyola que es va estrenar el 20 d'octubre de 1978, dirigida per Eloy de la Iglesia i protagonitzada per José Sacristán.
En la seva trama es barreja la problemàtica de l'homosexualitat en l'època i la turbulenta vida política en la Espanya de la transició a la democràcia.

## Argument
Roberto Orbea és un diputat d'un partit d'esquerres en les primeres eleccions democràtiques de la Transició, que serà elegit secretari general l'endemà, i ens narra la seva vida abans que es deslligui un escàndol.
Ens conta com va viure la seva homosexualitat des dels 15 anys, de manera furtiva i reprimida, mentre iniciava la seva militància política en temps d'estudiant i, posteriorment, com a advocat en el franquisme. Es casa amb una companya de Partit, a qui no oculta els seus passats contactes homosexuals, creient que així s'allunyaria d'una forma de vida que considera sòrdida i marginal. És detingut pel seu activisme polític i empresonat en l'últim període de la Dictadura.
En la presó coneix a Nes, un "xapero" amb qui manté relacions sexuals mentre està empresonat i que, en sortir de presó, Orbea, es dedicarà a presentar-li a altres joves per a cites sexuals clandestines a canvi de diners. Poc després, Nes és reclutat per un grup del terroristes tardofranquistes que contractava delinqüents per a provocar disturbis i acoquinar a l'oposició esquerrana amb l'objectiu d'aconseguir la involució.
Una vegada elegit diputat, Orbea es destaca per encapçalar una iniciativa parlamentària per a acabar amb el terrorisme de tots els signes, cosa que el posa en el punt de mira del grup ultradretà abans esmentat. Els ultradretans ordeixen així un pla per a arruïnar la seva carrera per mitjà de Nes. Aquest li presenta a bell menor d'edat, Juanito, a qui oferiran un milió de pessetes per seduir i facilitar-los fotos comprometedores amb el diputat Orbea.
Orbea s'enamora completament de Juanito i estableixen una relació duradora, lluny de les fugaces trobades que ha portat fins llavors, i gràcies a ell comença a assumir la seva veritable condició sexual. Integra al noi totalment en la seva vida, fins i tot no sols el presenta a la seva dona, sinó que fins i tot mantenen un "ménage à trois". Per part seva, el noi també s'encapritxa i identifica amb Orbea, per a acabar confessant-li els plans de l'organització ultradretana envers ell. Així, junts decideixen seguir-los el joc per a atrapar-los. No obstant això, es produeix un tràgic desenllaç quan el grup sospita del jove i el mata a trets a l'apartament d'Orbea, deixant allí el cadàver per a comprometre al diputat.

## Repartiment
- José Sacristán – Roberto Orbea
- María Luisa San José - Carmen de Orbea
- Ángel Pardo – Nes
- José Luis Alonso - Juanito
- Agustín González – Carrés, el cap del grup ultradretà
- Enrique Vivó – Moreno Pastrana, cap del Partit d'Orbea
- Queta Claver – Mare de Juanito